# Mary von Rosen
Mary von Rosen, född Fock den 5 februari 1886 i Stockholm, död den 26 februari 1967 på Rockelstad i Helgesta socken, Södermanland, var en svensk grevinna verksam inom högkyrkligheten.
von Rosen var den tredje av fem döttrar till friherre Carl Fock och Huldine Fock, född Beamish, samt den äldsta systern till Carin Göring. Mary von Rosen gifte sig 1905 med greve Eric von Rosen. De bodde på Rockelstads slott vid sjön Båven i Södermanland. De fick sju barn, bland dem konstnären Björn von Rosen, flygaren Carl Gustaf von Rosen och människorättsaktivisten Birgitta Wolf.
Mary von Rosen övertog ordförandeskapet i Edelweissförbundet efter sin mor 1931. Sällskapet hade grundats av von Rosens mormor, Huldine Beamish.
von Rosen var en av grundarna till Societas Sanctæ Birgittæ (SSB), ett högkyrkligt sällskap inom Svenska kyrkan. Hon var dess första moder superior från 1920 till 1964.
von Rosen var mycket engagerad i Svenska Kyrkan. Tillsammans med sin man organiserade hon ekumeniska samtal med företrädare av Svenska kyrkan och den katolska kyrkan i Sverige. Hon hade ett omfattande nätverk, anlitades som föredragshållare i kyrkliga sammanhang, och höll även andakter på radio. Tillsammans med författaren Magda Wolter engagerade hon sig från 1940-talet för ett kvinnligt ämbete i kyrkan.
Hon var även författare till boken Strålar av sanningens ljus som utkom 1935.
Makarna von Rosen är begravda på Helgesta kyrkogård.